# Л. П. Кастеларо (Парма)
Л. П. Кастеларо је насеље у Италији у округу Парма, региону Емилија-Ромања.
Према процени из 2011. у насељу је живело 81 становника. Насеље се налази на надморској висини од 195 м.